# Schwarzflügel-Brachschwalbe

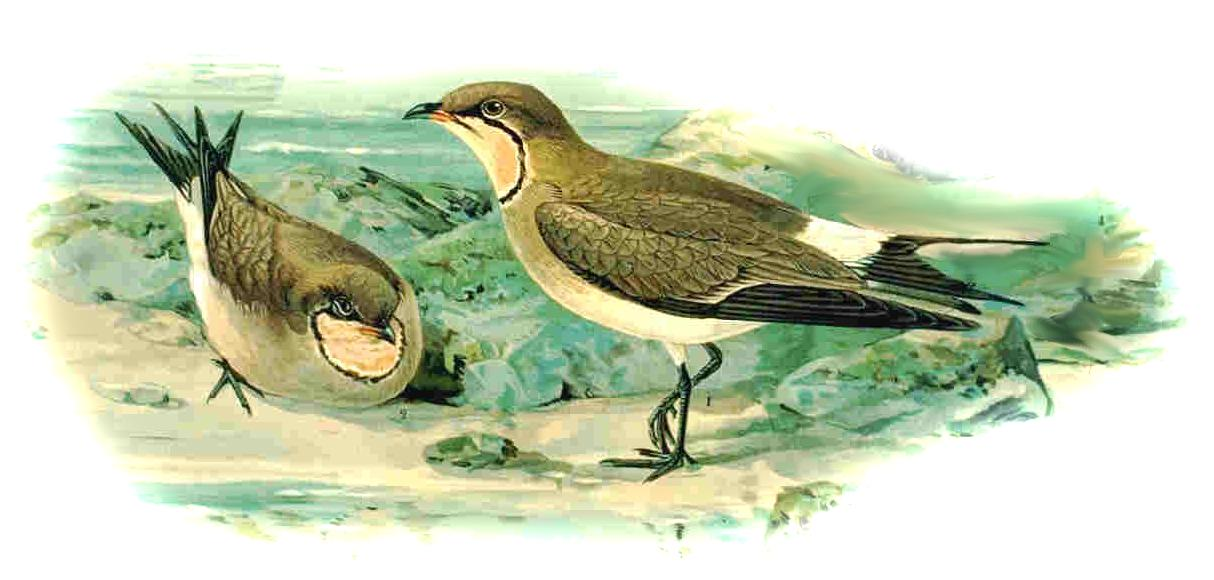
Illustration von Johann Friedrich Naumann

Die Schwarzflügel-Brachschwalbe (Glareola nordmanni) ist eine Art aus der Unterfamilie der Brachschwalbenartigen (Glareolidae). Sie ist ein zentralasiatischer Brutvogel. In Mitteleuropa ist sie nur in Ungarn ein Brut- und Sommervogel, in anderen mitteleuropäischen Regionen ist sie ein nicht sehr häufiger Irrgast.
Der Artname erinnert an den in Finnland geborenen Zoologen Alexander von Nordmann.

## Beschreibung
Die Schwarzflügel-Brachschwalbe erreicht eine Körperlänge von 24 bis 26 Zentimetern. Männchen wiegen zwischen 91 und 105 Gramm, die Weibchen sind etwas leichter und wiegen zwischen 84 und 99 Gramm. Die Flügelspannweite beträgt 60 bis 68 Zentimeter.
Die Schwarzflügel-Brachschwalbe erinnert in ihrer Gestalt und ihrem Flugbild an eine große Schwalbe. Sie weist einen langen und tief gegabelten Schwanz sowie einen weißen Bürzel auf. Am Boden erinnert sie an einen kurzbeinigen, allerdings sehr langflügeligen Regenpfeifer, da die Handschwingen den Schwanz deutlich überragen. Die Körperoberseite ist überwiegend dunkel olivbraun. Die Unterflügeldecken sind schwarz, Kinn und Kehle cremefarben und durch ein schwarzes Band von der graubraunen Brust abgesetzt. Anders als bei der ansonsten sehr ähnlichen Rotflügel-Brachschwalbe fehlt der Augenring. Die Schnabelbasis ist rot und der Schnabel ist kurz und schwarz.
Jungvögel ähneln den adulten Vögeln. Allerdings fehlt bei ihnen das dunkle Kehlband und die Rückenfedern weisen große cremefarbene Spitzenflecken auf.

## Verbreitungsgebiet und Lebensraum
Das Brutareal der Schwarzflügel-Brachschwalbe erstreckt sich von Ungarn, Rumänien und der Ukraine bis in den Osten von Kasachstan. Sie besiedelt hauptsächlich die Steppenzone und kann randlich auch auf boreale und Wüstengebiete übergreifen. Die Art ist ein Langstreckenzieher, der in Afrika meist südlich des Äquators überwintert. Der Wegzug aus den Brutarealen erfolgt von Mitte Juli bis Mitte September. Der Heimzug erfolgt in den Monaten April bis Mai.
Der Lebensraum der Schwarzflügel-Brachschwalbe sind spärlich bewachsene offene Steppenflächen. Sie kommt bevorzugt in der Nähe von Steppenseen und Salzseen vor. Sie ist aber auch auf Weiden und Äckern in der Nähe von Süßgewässern zu beobachten.

## Lebensweise

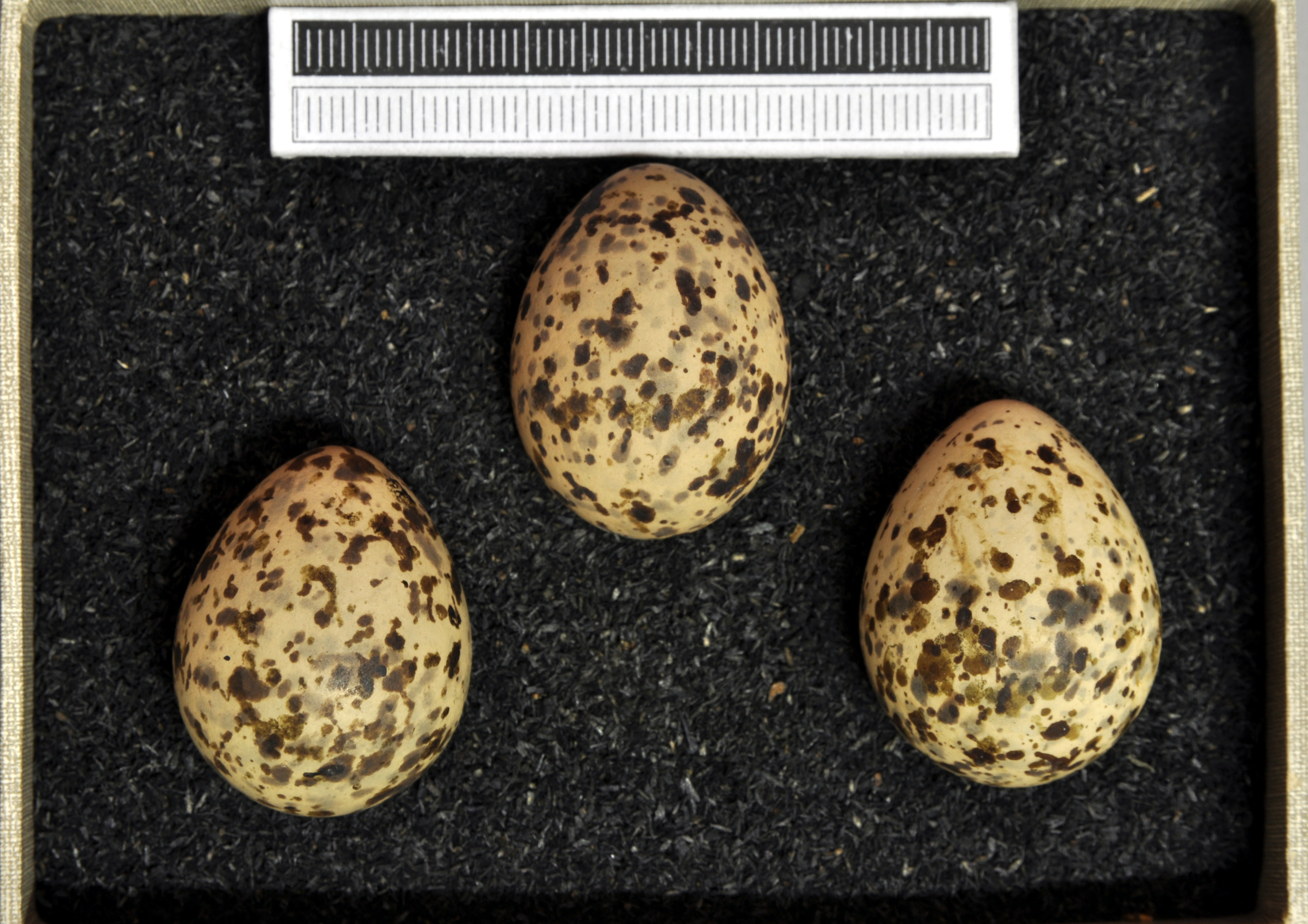
Gelege, Sammlung Museum Wiesbaden

Die Schwarzflügel-Brachschwalbe frisst vor allem Insekten. Sie jagt überwiegend morgens und abends gemeinschaftlich nach schwärmenden Fluginsekten. In den afrikanischen Überwinterungsquartieren macht sie auch Jagd auf Heuschreckenschwärme und Termiten.
Schwarzflügel-Brachschwalben erreichen ihre Geschlechtsreife vermutlich schon im ersten Lebensjahr und führen eine monogame Saisonehe. Sie brüten in Kolonien, die von zwei oder drei bis zu 200 oder 300 Brutpaaren reichen können. Häufig sind sie dabei mit anderen Arten vergesellschaftet. Das Nest ist eine flache Bodenmulde oder eine natürliche Vertiefung zwischen lockerer Vegetation. Der Legebeginn ist frühestens ab Ende April, meist jedoch im Verlauf des Mai. Das Gelege besteht aus drei bis vier kurzovalen und olivgrünlichen Eiern, die eine dichte dunkle Fleckung aufweisen. Die Brutdauer beträgt 17 bis 19 Tage und beide Elternvögel sind an der Brut beteiligt. Die Jungvögel werden über einen Zeitraum von fünf bis sechs Wochen von den Elternvögeln geführt.

## Bestand
Der europäische Bestand wird zu Beginn des 21. Jahrhunderts auf 2500 bis 5100 Brutpaare geschätzt, wobei der Bestand insgesamt stark rückläufig ist. Der europäische Verbreitungsschwerpunkt liegt im europäischen Teil Russlands, dem einzigen europäischen Gebiet, wo diese Art noch ein regelmäßiger Brutvogel ist. Bis zu fünfzig Brutpaare gibt es außerdem in der Türkei und der Ukraine. Einzelne Brutpaare kommen außerdem noch in Rumänien und Bulgarien sowie in Ungarn vor.

## Belege

### Einzelbelege
1. ↑  Hans-Günther Bauer, Einhard Bezzel, Wolfgang Fiedler (Hrsg.): Das Kompendium der Vögel Mitteleuropas: Alles über Biologie, Gefährdung und Schutz. Band 1: Nonpasseriformes – Nichtsperlingsvögel. Aula-Verlag Wiebelsheim, Wiesbaden 2005, ISBN 3-89104-647-2, S. 547.
2. ↑  Gotthelf Fischer von Waldheim (1842), S. 314, Tafel 2
3. ↑  Peter Colston, Philip Burton: Limicolen – Alle europäischen Wattvogel-Arten, Bestimmungsmerkmale, Flugbilder, Biologie, Verbreitung. BlV Verlagsgesellschaft, München 1989, ISBN 3-405-13647-4, S. 39.
4. ↑  Bauer et al., S. 546.
5. ↑  Colston et al., S. 41.
6. ↑  Bauer et al., S. 546–547.